# Rimma Ulitkina
Rimma Grigorjewna Ulitkina po mężu Parchomienko (ros. Римма Григорьевна Улиткина (Пархоменко), ur. 6 kwietnia 1935 w Mińsku) – radziecka lekkoatletka, sprinterka, mistrzyni Europy z 1954.
Zwyciężyła w sztafecie 4 × 100 metrów na mistrzostwach Europy w 1954 w Bernie (radziecka sztafeta biegła w składzie: Wira Krepkina, Ulitkina, Marija Itkina i Irina Turowa). Ulitkina wystąpiła również w indywidualnym biegu na 200 metrów, w którym zajęła 5. miejsce.
Była mistrzynią ZSRR w sztafecie 4 × 100 metrów w 1958, a także brązową medalistką mistrzostw ZSRR w sztafecie 4 × 200 metrów w 1960 i 1962.
Rekordy życiowe Ulitkiny:
| Konkurencja        | Data i miejsce          | Wynik |
| ------------------ | ----------------------- | ----- |
| bieg na 100 metrów | 10 sierpnia 1958, Mińsk | 11,7  |
| bieg na 200 metrów | 24 października 1954    | 24,4  |
| bieg na 400 metrów | 11 maja 1958, Nalczyk   | 55,5  |